# دة برزغ
دة برزغ هي قرية في مقاطعة سميرم، إيران. يقدر عدد سكانها بـ 239 نسمة بحسب إحصاء 2016.